# 黑肌蛤
黑肌蛤（学名：Musculus niger），是贻贝目壳菜蛤科边纲蛤属的一种。其种加词“niger”意为“黑色的”。

## 分佈
本物種分佈於中国大陆及北美洲的大西洋海域。
常栖息在潮下带44－95米。